# Cystoderma
Cystoderma  is een geslacht van schimmels. De typesoort is de okergele korrelhoed (Cystoderma amianthinum).

## Soorten
Volgens Index Fungorum telt het geslacht 42 soorten (peildatum april 2022):
| Soortnaam                                        | Auteur(s)                       | Publicatiejaar |
| ------------------------------------------------ | ------------------------------- | -------------- |
| Cystoderma amianthinum (Okergele korrelhoed)     | (Scop.) Fayod                   | 1889           |
| Cystoderma andinum                               | I. Saar & Læssøe                | 2006           |
| Cystoderma arcticum                              | Harmaja                         | 1984           |
| Cystoderma aureolum                              | (Raithelh.) Raithelh.           | 1987           |
| Cystoderma austrofallax                          | Singer                          | 1969           |
| Cystoderma bonnardiae                            | Thoen                           | 2005           |
| Cystoderma carcharias (Vleeskleurige korrelhoed) | (Pers.) Fayod                   | 1889           |
| Cystoderma castellanum                           | Blanco-Dios                     | 2014           |
| Cystoderma caucasicum                            | Singer                          | 1945           |
| Cystoderma chocoanum                             | Franco-Mol.                     | 1993           |
| Cystoderma clastotrichum                         | (G. Stev.) E. Horak             | 1971           |
| Cystoderma fallax                                | A.H. Sm. & Singer               | 1945           |
| Cystoderma ferruginosum                          | Pegler                          | 1966           |
| Cystoderma fulvolateritium                       | (Raithelh.) Raithelh.           | 1983           |
| Cystoderma fumosopurpureum                       | (Lasch) Fayod                   | 1889           |
| Cystoderma granosum                              | (Morgan) A.H. Sm. & Singer      | 1945           |
| Cystoderma granulosocinnabarinum                 | Singer                          | 1986           |
| Cystoderma gruberianum                           | A.H. Sm.                        | 1949           |
| Cystoderma haematites                            | (Sacc.) Konrad & Maubl.         | 1924           |
| Cystoderma intermedium                           | Harmaja                         | 1979           |
| Cystoderma jasonis (Oranjebruine korrelhoed)     | (Cooke & Massee) Harmaja        | 1978           |
| Cystoderma jeoliense                             | Dhanch., J.C. Bhatt & S.K. Pant | 1991           |
| Cystoderma kuehneri                              | Singer                          | 1943           |
| Cystoderma lilaceum                              | R.L. Zhao, M.Q. He & J.X. Li    | 2021           |
| Cystoderma lilacipes                             | Harmaja                         | 1978           |
| Cystoderma muscicola                             | (Cleland) Grgur.                | 1997           |
| Cystoderma neoamianthinum                        | Hongo                           | 1974           |
| Cystoderma niveum                                | Harmaja                         | 1985           |
| Cystoderma ochracea                              | Fayod                           | 1889           |
| Cystoderma ossaeiformisporum                     | (S. Imai) S. Ito                | 1959           |
| Cystoderma pseudoamianthinum                     | R.L. Zhao, M.Q. He & J.X. Li    | 2021           |
| Cystoderma pulveraceum                           | A.H. Sm. & Singer               | 1945           |
| Cystoderma rugosolateritium                      | R.L. Zhao, M.Q. He & J.X. Li    | 2021           |
| Cystoderma saarenoksae                           | Harmaja                         | 1985           |
| Cystoderma simulatum (Winterkorrelhoed)          | P.D. Orton                      | 1960           |
| Cystoderma subglobisporum                        | R.L. Zhao, M.Q. He & J.X. Li    | 2021           |
| Cystoderma subornatum                            | Raithelh.                       | 1987           |
| Cystoderma subvinaceum                           | A.H. Sm.                        | 1945           |
| Cystoderma superbum                              | Huijsman                        | 1956           |
| Cystoderma texense                               | Thiers                          | 1957           |
| Cystoderma tricholomoides (Reuzenkorrelhoed)     | Heinem. & Thoen                 | 1973           |
| Cystoderma tuomikoskii                           | Harmaja                         | 1979           |